# Scopula caducaria
Scopula caducaria är en fjärilsart som beskrevs av Swinhoe 1904. Scopula caducaria ingår i släktet Scopula och familjen mätare. Inga underarter finns listade.